# Lieux et monuments d'Oulu
Cet article liste des lieux et monuments de la ville d'Oulu en Finlande:

## Architecture et urbanisme
| Carte de lieux et monuments d'Oulu                                              |
| Carte interactive de lieux et monuments d'Oulu (cliquer pour voir les détails). |

### Églises
Cathédrale ·Église d'Ylikiiminki·Cathédrale de la Sainte-Trinité d'Oulu·Chapelle Saint-Luc de Oulu·Église de la sainte famille de Nazareth·Église de Haukipudas·Église de Kastelli·Église de Turkansaari·Église d'Oulujoki·Église d'Oulunsalo·Église Saint-André d'Oulu·Église Saint-Thomas de Puolivälinkangas·Église de Tuira·Église d'Yli-Ii·Église d'Ylikiiminki

### Bâtiments
Château d'eau de Puolivälinkangas·Cimetière d'Oulu·Buste de Frans Michael Franzén·Centre de la musique d'Oulu·Gare routière d'Oulu·Halle du marché d'Oulu·Hôpital de Kontinkangas·Hôpital universitaire d'Oulu·Hôtel d'hydrothérapie Eden·Hôtel de ville d'Oulu·Klubitalo·École normale d'Oulu·Maison Franzén·Centrale hydroélectrique de Merikoski·Musée d'Art d'Oulu·Gare d'Oulu·Ouluhalli·Maison de Pallas·Place centrale d'Oulu·Port d'Oulu·Villa Pukkila·Théâtre municipal d'Oulu·Tietomaa·Maison Weckman·Ympäristötalo·Hôpital de Kontinkangas·Maison Snellman

### Sports
Castrenin urheilukeskus · Heinäpään palloiluhalli · Heinäpään urheilukeskus · Iinatin moottoriurheilukeskus · Kisakangas · Linnanmaan jäähalli · Linnanmaan liikuntahalli · Lintulan urheilukeskus · Ouluhalli · Patinoire d'Oulu · Oulun uimahalli · Oulun urheilutalo · Oulun ravirata · Raatin urheilukeskus · Raatin stadion · Raksilan pesäpallostadion · Sankivaaran golfkenttä · Virpiniemi

### Transports
Aéroport d'Oulu·Koskilinjat·Gare d'Oulu·Ligne d'Oulu à Tornio·Port d'Oulu·Voie ferrée Oulu–Kontiomäki·Voie ferrée Seinäjoki–Oulu Gare routière d'Oulu·Aleksanterinkatu · Isokatu · Kauppurienkatu · Kirkkokatu · Pakkahuoneenkatu · Rantakatu · Rautatienkatu · Saaristonkatu · Torikatu · Uusikatu · Hetekyläntie · Joloksentie · Merikoskenkatu · Rotuaari · Raitotie · Poikkimaantie · Seututie 833 · Seututie 848 · Valtatie
Valtatie 4 · Valtatie 20 · Valtatie 22 · Seututie 815 · Seututie 816 · Seututie 834 · Seututie 836 · Seututie 847 · Seututie 849 · Yhdystie 8300 · E8 · E75

## Lieux

### Parcs et jardins
Parcs du fossé de la ville d'Oulu·Parc des îles Hupisaaret·Parc de Karjasilta·Parc de Kiikeli·Parc de Lyötty·Parc Madetoja·Parc Otto Karhi·Parc de Pokkinen·Parc Franzén·Parc Hallituspuisto·Parc Snellman·Parc de Vaara·Cimetière d'Oulu·Parc d'Heinätori · Isokankaan luonnonsuojelualue · Zone de protection des marais d'Hirvisuo · Parc d'Hollihaka ·  Jardin botanique · Letonniemi · Parc de Mannerheim · Markkuun ryhmäpuutarha · Pilpasuo · Tuiranpuisto · Äimäraution siirtolapuutarha·

### Iles
Elba · Hermannit · Hevossaari ·  Hietasaari · Kahvankari · Kellon Kraaseli  · Kiikeli· Kirkkosaari · Korkiakari · Kääriänsaari · Laitakari · Pulkkisenmatala · Riitankari · Runniletto · Saapaskari · Selkäkari eli Piispanletto · Varjakansaari · Vihreäsaari

### Lacs
Ahmasjärvi · Heikkilänjärvi · Huutilampi · Iso Seluskanjärvi · Iso Uumajärvi · Iso-Vuotunki · Jolosjärvi · Juopulinjärvi · Jäälinjärvi · Kalimeenlampi · Karahkanjärvi · Kivijärvi · Kuivasjärvi · Lavajärvi · Lylyjärvi · Lämsänjärvi · Mannisenjärvi · Mikanlampi · Niilesjärvi · Papinjärvi · Pyykösjärvi · Tervalampi  · Vaaralampi · Karahkan Valkiainen · Jokikokon Valkiainen · Valkiaisjärvi · Vepsänjärvi · Vähä-Vuotunki

### Cours d'eau
Aittokoski · Iijoki · Jolosjoki · Juopulinkoski · Kalimeenoja · Kiiminkijoki · Koitelinkoski · Kuivasoja · Martimojoki · Nuorittajoki · Oulujoki · Siuruanjoki · Vepsänjoki

## Culture

### Éducation
Hôpital universitaire d'Oulu·Centre Valteri·Lycée finnois mixte d'Oulu·Lycée de Kastelli·Lycée d'Oulu·Université d'Oulu (Hôpital universitaire d'Oulu·Jardin botanique de l'université d'Oulu·École normale d'Oulu)·Université des sciences appliquées d'Oulu·Université des sciences appliquées Diakonia

### Musées
Musée de l'automobile · Centre Kierikki · Merimiehenkotimuseo · Musée de la scierie · Musée de l'ostrobothnie du nord · Musée d'Art d'Oulu·Turkansaari

### Autres
Bibliothèque municipale d'Oulu·Centre polyvalent de Kastelli·Théâtre municipal